# Margaret Isabel Dicksee
Margaret Dicksee ou Margaret Isabel Dicksee, née le 22 janvier 1858, et morte le 6 juin 1903, est une peintre britannique.

## Biographie
Née à Londres, elle est la fille du peintre Thomas Francis Dicksee. Son frère Frank Dicksee devient également un peintre. Elle expose ses œuvres à la Royal Academy à partir de 1883.
Ses tableaux In Memoriam et The Child Handel sont inclus dans le livre Women Painters of the World.

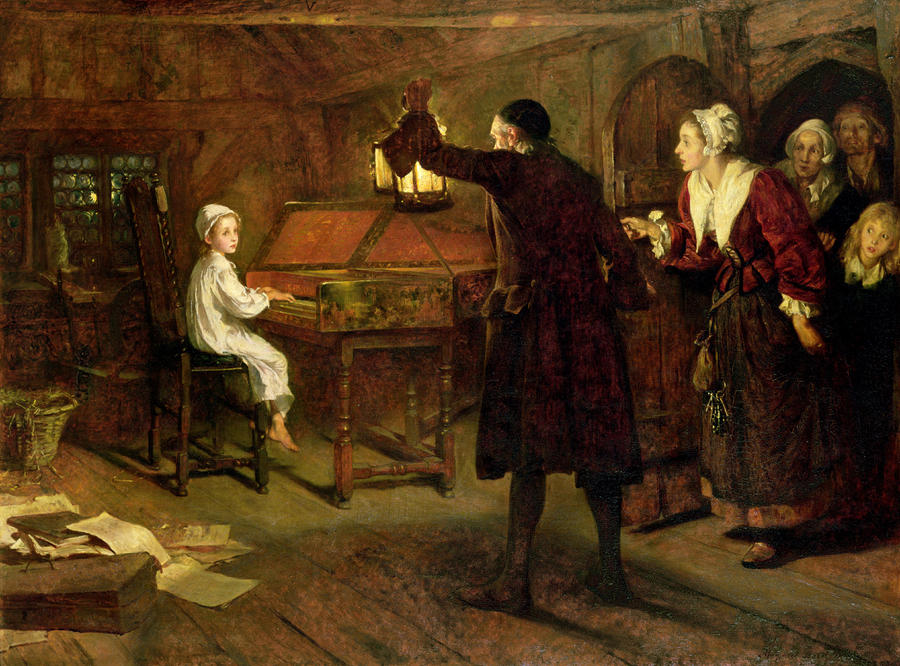
L'Enfant Haendel, 1893
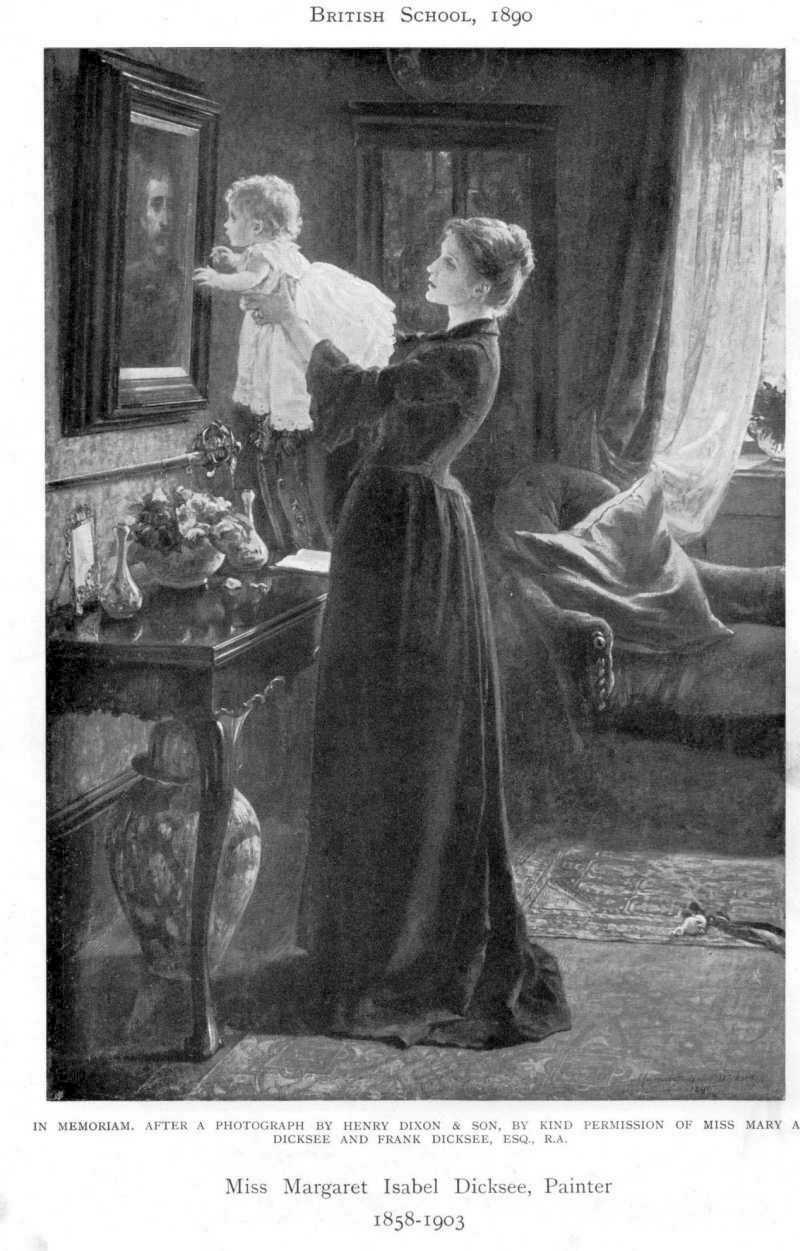
In Memoriam